# منصور زلزل
منصور زلزل الضارب أو زلزل كان موسيقيًا إيرانيًا وعازفًا بارزًا ومعلمًا لإسحاق الموصلي الذي يُعرف باسم إسحاق بن إبراهيم بن ماهان، خلال الفترة العباسية المبكرة. وكان زلزل الموسيقي الأكبر في بلاط هارون الرشيد والمهدي الهادي، وتعاون في المجال الموسيقي مع إبراهيم بن ماهان. وكان خبيرًا في الموسيقى وماهرًا في العزف على الآلات الموسيقية، فقد ابتكر نوتات جديدة وعدّل بعض النوتات القديمة.
ساهم زلزل في ابتكار المقاييس الموسيقية التي سُمّيت لاحقًا باسمه (المقياس المنصوري)، وأدخل مواضع (فواصل) داخل مقاييس على لوحة ملامس العود (فترات النغمة المحايدة الثالثة، بين النغمة الكبرى والثالثة الصغرى)، والتي تُعرف باسم "وسطى زلزل". ويُنسب إلى زلزل، وفقًا لموسوعة الإسلام، تحسين تصميم البربط، الذي كان يُعرف آنذاك باسم "عود الشبوط".

## وفاته
سُجن منصور زلزل بأمر من الخليفة هارون الرشيد عشر سنين وحين خرج من السجن كان ضعيفًا أبيض الشعر وتؤرخ وفاته بعام 791 ميلادية – 175 هـ - ولكن كتاب تاريخ الموسيقى الإيرانية يؤرخ وفاته بعام 200 هجرية.